# من، خودم و آیرین
من، خودم و آیرین (به انگلیسی: Me, Myself & Irene) یک فیلم کمدی آمریکایی محصول سال ۲۰۰۰ به کارگردانی برادران فارلی با بازی جیم کری، رنه زلوگر، کریس کوپر، رابرت فورستر، ریچارد جنکینز، دنیل گرین، آنتونی اندرسون، جرود میکسون و مونگو براونلی در این فیلم به ایفای نقش پرداختند. این فیلم در مورد یک سرباز ایالت رود آیلند به نام چارلی (بابازی جیم کری) است که پس از سال‌ها تحقیر شدن مداوم خشم و احساسات خود، دچار یک فروپاشی روانی می‌شود که منجر به شخصیت دوم به نام هنک می‌شود. این اولین نقش کری در یک فیلم فاکس قرن بیستم و دومین فیلم برادران فارلی با کری پس از احمق و احمق‌تر در سال ۱۹۹۴ بود.

## داستان
چارلی افسر پلیس ساده‌ای در رود آیلند است که همه مردم او را دست می‌اندازند. کسی او را جدی نمی‌گیرد حتی نامزدش تنها پس از ازدواج با او به او خیانت می‌کند و در حالی که سه پسر حاصل از روابط نامشروع را پیش چارلی می‌گذارد با مرد کوتوله سیاه‌پوستی فرار می‌کند. این اتفاقات موجب نوعی سرخوردگی در چارلی می‌شود و به مرور زمان شخصیت شیزوفرنی جدید به نام هنکس در وجود او شکل می‌گیرد. هنکس بر خلاف چارلی شخصیتی شرور از یک پلیس خشن و مردم آزار است. اداره پلیس احساس می‌کند که چارلی نیاز به مدتی استراحت و سفر دارد از همین رو چارلی را به عنوان اسکورت آیرین به خاطر یک سلسله سوء تفاهمات ارتباطی (با محبوب سابقش)، تا نیویورک اسکورت کند تا در آن‌جا بازجوئی شود. در این بین اتفاقات خنده دار فراوانی بروز می‌کند.

## گیشه
این فیلم ۹۰٫۵۷۰٫۹۹۹ دلار در ایالات متحده و ۵۸٫۷۰۰٫۰۰۰ دلار دیگر در سطح بین‌المللی به دست آورد که مجموعاً در سراسر جهان ۱۴۹٫۲۷۰٫۹۹۹ دلار است.

## بازخوردها
وب سایت نقد و بررسی راتن تومیتوز بر اساس ۱۰۱ نقد، امتیاز ۴۸٪ و میانگین امتیاز ۵٫۴/۱۰ را به این فیلم داده‌است. گردآورنده نقد آنلاین متاکریتیک بیان می‌کند که این فیلم بر اساس ۳۵ نقد، امتیاز ۴۹ از ۱۰۰ امتیاز را دارد که نشان‌دهنده «نقدهای مختلط یا متوسط» است. تماشاگران در نظرسنجی سینماسکور به فیلم نمره متوسط "B-" در مقیاس A+ تا F دادند. جیم کری این فیلم را در ۵ فیلم مورد علاقه خود قرار داد و پس از پسر کابلی (۱۹۹۶) در رده دوم قرار گرفت.